# Carlos García García
Carlos García García (13 de agosto de 1970 en Durango, Vizcaya) es un exfutbolista español que jugaba como defensa central o centrocampista.
Disputó 226 partidos en Primera División con el Athletic Club a lo largo de once temporadas.

## Trayectoria
Carlos comenzó a jugar en el equipo de su localidad, la Cultural de Durango. Con el equipo vizcaíno jugó dos temporadas en Segunda B, en las que disputó 55 partidos. Su siguiente destino fue el Sestao Sport Club, donde pasó una campaña en Segunda División.
En 1991 se incorporó al Bilbao Athletic antes de dar el salto, un año después, al Athletic Club bajo las órdenes de Jupp Heynckes junto a Julen Guerrero y Juanjo Valencia. El 6 de septiembre de 1992 debutó en Primera División en un encuentro frente al Cádiz, en el que sustituyó a Ziganda en el minuto 81. Tras algo más de dos años en el club, en enero de 1995, fue cedido al CA Osasuna donde fue titular indiscutible durante los seis meses de cesión.
A su vuelta, se convirtió en un jugador indispensable en el equipo rojiblanco. El 15 de septiembre de 1996 sufrió una lesión, que le tuvo de baja seis meses, tras chocar su pierna derecha con el poste de la portería. Tras su recuperación, siguió siendo titular hasta el término de la temporada 1999-00. En ese período disputó ocho partidos de Liga de Campeones y consiguió su gol más recordado, que tuvo lugar el 31 de mayo de 1998 en el amistoso ante la selección de Brasil (1-1) en San Mamés.
En la temporada 2001-02, con el regreso de Jupp Heynckes, recuperó la titularidad tras una temporada con muy pocos partidos. Sin embargo, en la temporada 2002-03 apenas pudo disputar dos partidos por lo que decidió retirarse al término de la misma.

## Clubes
| Club                | País   | Año         |
| ------------------- | ------ | ----------- |
| Cultural de Durango | España | 1988 - 1990 |
| Sestao Sport Club   | España | 1990 - 1991 |
| Bilbao Athletic     | España | 1991 - 1992 |
| Athletic Club       | España | 1992 - 1994 |
| CA Osasuna (cedido) | España | 1995        |
| Athletic Club       | España | 1995 - 2003 |

## Vida personal
Es tío del futbolista Borja Sainz.